# Brian Murdoch
Brian Oliver Murdoch (* 26. Juni 1944 in London) ist ein britischer Mediävist, Literaturwissenschaftler und Hochschullehrer.

## Leben und Wirken
Brian Murdoch studierte Germanistik an der University of Exeter, wo er 1965 den Bachelorgrad erwarb. An der University of Cambridge (Jesus College) promovierte er 1969 zum Ph.D. Von 1968 bis 1970 arbeitete er als Dozent für Germanistik an der University of Glasgow. Bis 1972 war er dann Assistenzprofessor an der University of Illinois at Chicago. Von 1972 bis 2007 lehrte er Germanistik an der University of Stirling, zunächst als Dozent, ab 1991 als Professor. 1992 erhielt er noch einen Doktorgrad (D.Litt.) an der University of Cambridge.
Murdoch beschäftigt sich vor allem mit mittelalterlicher deutscher und keltischer Literatur, oft anhand mittelalterlicher Handschriften. Weitere Schwerpunkte seiner Arbeit sind religiöse Texte; außerdem arbeitet er über den Schriftsteller Erich Maria Remarque.

## Veröffentlichungen
- The fall of man in the early Middle High German biblical epic. The "Wiener Genesis", the "Vorauer Genesis" and the "Anegenge" (= Göppinger Arbeiten zur Germanistik, Bd. 58). Kümmerle, Göppingen 1972, ISBN 3-87452-119-2 (= Dissertation University of Cambridge).
- The recapitulated fall. A comparative study in mediaeval literature. Rodopi, Amsterdam 1974, ISBN 90-6203-021-1.
- (mit J. Sidney Groseclose): Die althochdeutschen poetischen Denkmäler. Metzler, Stuttgart 1976, ISBN 3-476-10140-1.
- Hans Folz and the Adam-legends. Texts and studies. Rodopi, Amsterdam 1977, ISBN 90-6203-479-9.
- (mit Malcolm Read): Siegfried Lenz (= Modern German autors, N.S., Bd. 6). Wolff, London 1978, ISBN 0-85496-069-4.
- Old High German literature. Twayne, Boston 1983, ISBN 0-8057-6535-2.
- Fighting songs and warring words. Popular lyrics of two world wars. Routledge, London 1990, ISBN 0-415-03184-2.
- Cornish literature. Brewer, Cambridge 1993, ISBN 0-85991-364-3.
- (Übers.): Erich Maria Remarque / All quiet on the Western front. Vintage, London 1996, ISBN 0-09-953281-6.
- The Germanic hero. Politics and pragmatism in early medieval poetry. Hambledon Press, London 1996, ISBN 1-85285-143-0.
- (Hrsg.): Remarque against war. Essays for the centenary of Erich Maria Remarque 1898 - 1970. Scottish Papers in Germanic Studies, Glasgow 1998, ISBN 0-907409-10-5.
- Adam's grace. Fall and redemption in medieval literature. Brewer, Cambridge 2000, ISBN 0-85991-559-X.
- (Hrsg.): The apocryphical lives of Adam and Eve. From the Auchinleck Manuscript and from Trinity College, Oxford, MS 57. University of Exeter Press, Exeter 2002, ISBN 0-85989-698-6.
- The medieval popular bible. Expansions of Genesis in the Middle Ages. Brewer, Cambridge 2003, ISBN 0-85991-776-2.
- (Hrsg.): Early Germanic literature and culture (= The Camden House history of German literature, Bd. 1). Camden House, Rochester 2004, ISBN 1-57113-199-X.
- (Hrsg.): German literature of the Early Middle Ages (= The Camden House history of German literature, Bd. 2). Camden House, Rochester 2004, ISBN 1-57113-240-6.
- The novels of Erich Maria Remarque. Sparks of life. Camden House, Rochester 2006, ISBN 1-57113-328-3.
- The apocryphal Adam and Eve in medieval Europe. Vernacular translations and adaptations of the Vita Adae et Evae. Oxford University Press, Oxford 2009, ISBN 0-19-956414-0.
- Gregorius. An incestuous saint in Medieval Europe and beyond. Oxford University Press, Oxford 2012, ISBN 0-19-959640-9.
- German literature and the First World War. The anti-war tradition. Collected essays. Routledge, London 2017, ISBN 1-138-30707-6.
- The reception of the legend of Hero and Leander. Brill, Leiden 2019, ISBN 978-90-04-40093-1.
- The fortunes of Everyman in twentieth-century German drama. War, death, morality. Camden House, Rochester 2022, ISBN 978-1-64014-117-9.